# Goodnight nurse
Goodnight Nurse – nowozelandzki zespół grający pop punk, założony w Auckland.

## Członkowie zespołu
- Joel Little - Wokal, Gitara
- Jaden Parkes - Perkusja, Chórki
- Sam McCarthy - Gitara, Chórki
- Rowan Crowe - Bass

## Dyskografia

### Albumy studyjne
- 2006 Always and Never
- 2008 Keep Me on Your Side

### Single
- "Loner" (2003)
- "Taking Over" (2004)
- "Going Away" (2004)
- "Our Song" (2005)
- "My Only" (2006)
- "Death Goes to Disco" (2006)
- "All for You" (2007)
- "The Night" (2008)
- "I Need This" (2008)
- "This Is It" (2008)
- "Lay With Me" (2009)